# Johan Henri Azon Jacometti

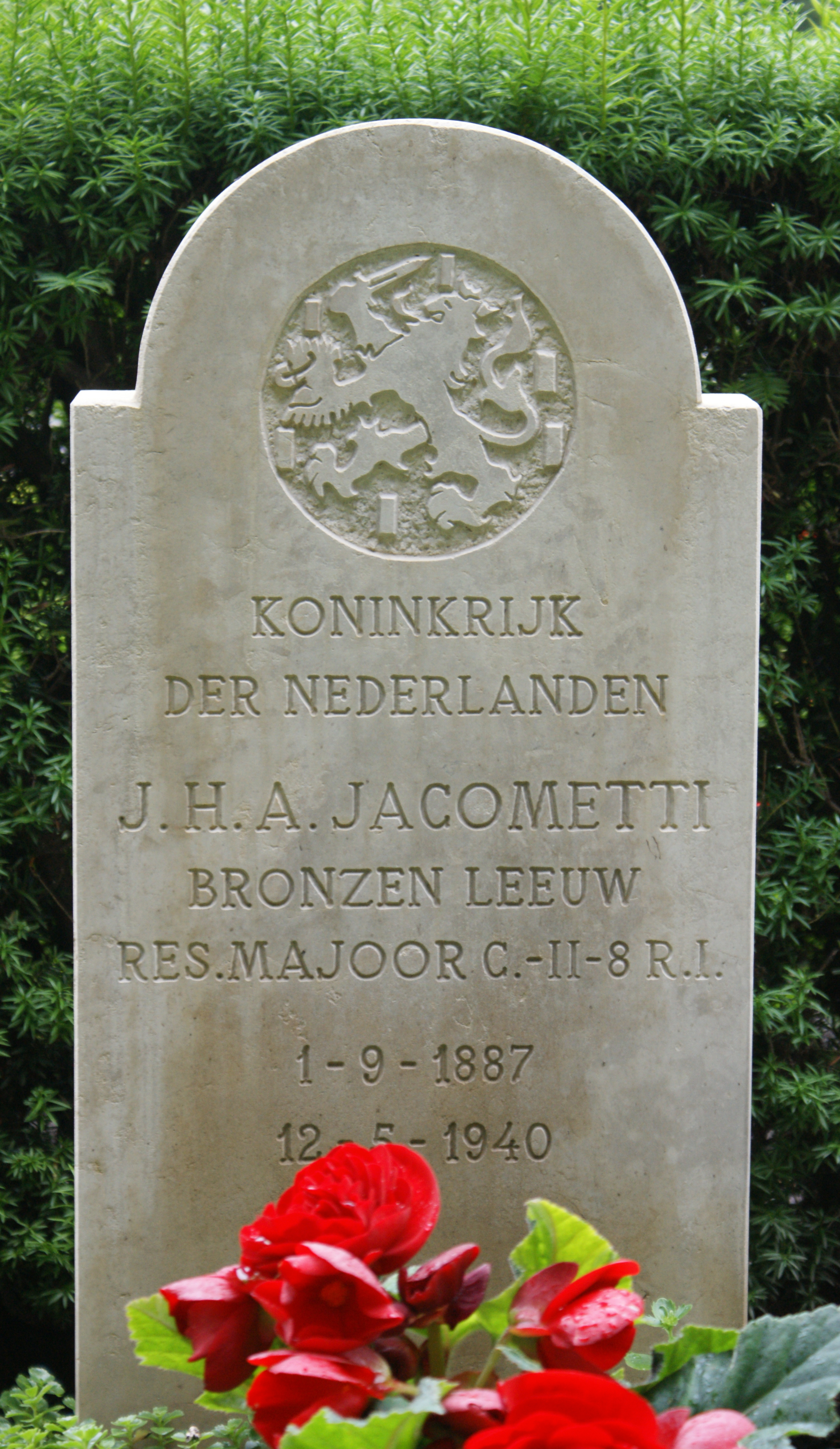
Graf van Jacometti op het Ereveld Grebbeberg, Rhenen

Johan Henri Azon Jacometti (Loemadjang (Nederlands-Indië), 1 september 1887 - Rhenen, 12 mei 1940) was een Nederlands majoor die sneuvelde in de Slag om de Grebbeberg.

## Loopbaan binnen het Indische leger
Jacometti werd op 27 september 1907 geplaatst op de Koninklijke Militaire Academie als cadet voor de infanterie in Nederlands-Indië. Hij werd in juni 1910 bevorderd van cadet-korporaal tot cadet-sergeant en gedetacheerd te Ede. Bij Koninklijk Besluit van 29 juli 1911 nummer 33 werd hij benoemd tot tweede luitenant en op 30 december van datzelfde jaar vertrok hij met het stoomschip Kawi met onder zijn bevel een detachement van 2 onderofficieren en
20 minderen en met als medebegeleider tweede luitenant A.M. Sierevelt naar Indië. Hij werd bij aankomst geplaatst bij het elfde bataljon en in mei 1913 overgeplaatst bij het garnizoensbataljon van de westerafdeling van Borneo te Pontianak. In december 1914 werd Jacometti bevorderd tot eerste luitenant en in januari 1918 overgeplaatst bij het derde depotbataljon. Hij verkreeg in januari 1920 wegens achtjarige dienst tien maanden verlof naar Europa met de bepaling dat hij zijn betrekking neer zou leggen acht dagen voor zijn vertrek naar Nederland.
Op 4 juni 1921 keerde hij per Djambi terug naar Nederlands-Indië met een detachement onderofficieren van de koloniale reserve, sterk 142 sergeanten-majoor, sergeanten en fouriers onder zijn bevelen. Hij werd benoemd tot kapitein en in die rang in mei 1925 overgeplaatst van Soerakarta (eerste half 21ste bataljon) naar de westerafdeling van Borneo. In mei 1927 kreeg Jacometti een verlof van 8 maanden naar Europa, ingaande 1 januari 1928 Bij terugkeer in Indië (hij keerde terug op de Pieter Corneliszoon Hooft) werd hij geplaatst bij het 4de bataljon te Tjimahi, in mei 1932 benoemd tot leider van het Barisankorps te Bankalan op Madoera; in verband hiermee werd hij bij het leger voor herinnering gevoerd. Met ingang van 1 juni 1933 werd Jacometti bevorderd tot majoor, vroeg en verkreeg eervol pensioen in 1935 en keerde per Johan van Oldebarnevelt op 7 augustus van dat jaar naar Nederland terug. In Nederland werd Jacometti hoofd van de Luchtbeschermingsdienst en trad op 1 augustus 1939 als zodanig af.

## Activiteiten tijdens de Tweede Wereldoorlog
Jacometti stelde zich in 1939 beschikbaar voor het Nederlandse leger wegens de oorlogsdreiging in Nederland. Als reservemajoor der infanterie kreeg hij het bevel over het 2e bataljon van het 8e regiment infanterie (II-8 R.I.) dat in de meidagen van 1940 bij op de Grebbeberg werd ingezet. Nadat de Duitsers op 12 mei 1940 tot op de Grebbeberg waren doorgedrongen, organiseerde Jacometti een tegenaanval die hij persoonlijk leidde. Jacometti was in de veronderstelling dat het maar om weinig Duitsers ging. Hij zei: "We zullen ze er wel even uitgooien en er met de blanke klewang op ingaan" en ging met ongeveer 40 man in de aanval. Dat was een misvatting, er bevonden zich veel meer Duitsers dan waar Jacometti rekening mee hield. Ook was de tegenstoot niet goed gecoördineerd met andere Nederlandse troepen, waardoor de groep van Jacometti ook nog door eigen troepen onder vuur werd genomen.
Bij het oversteken van een stuk bouwland sneuvelde Jacometti bij deze tegenstoot. De aanval liep vast en de overgebleven militairen trokken zich terug. Jacometti werd na de slag begraven op het Ereveld Grebbeberg. In 1946 werd hem postuum de Bronzen Leeuw toegekend.